# Albertina

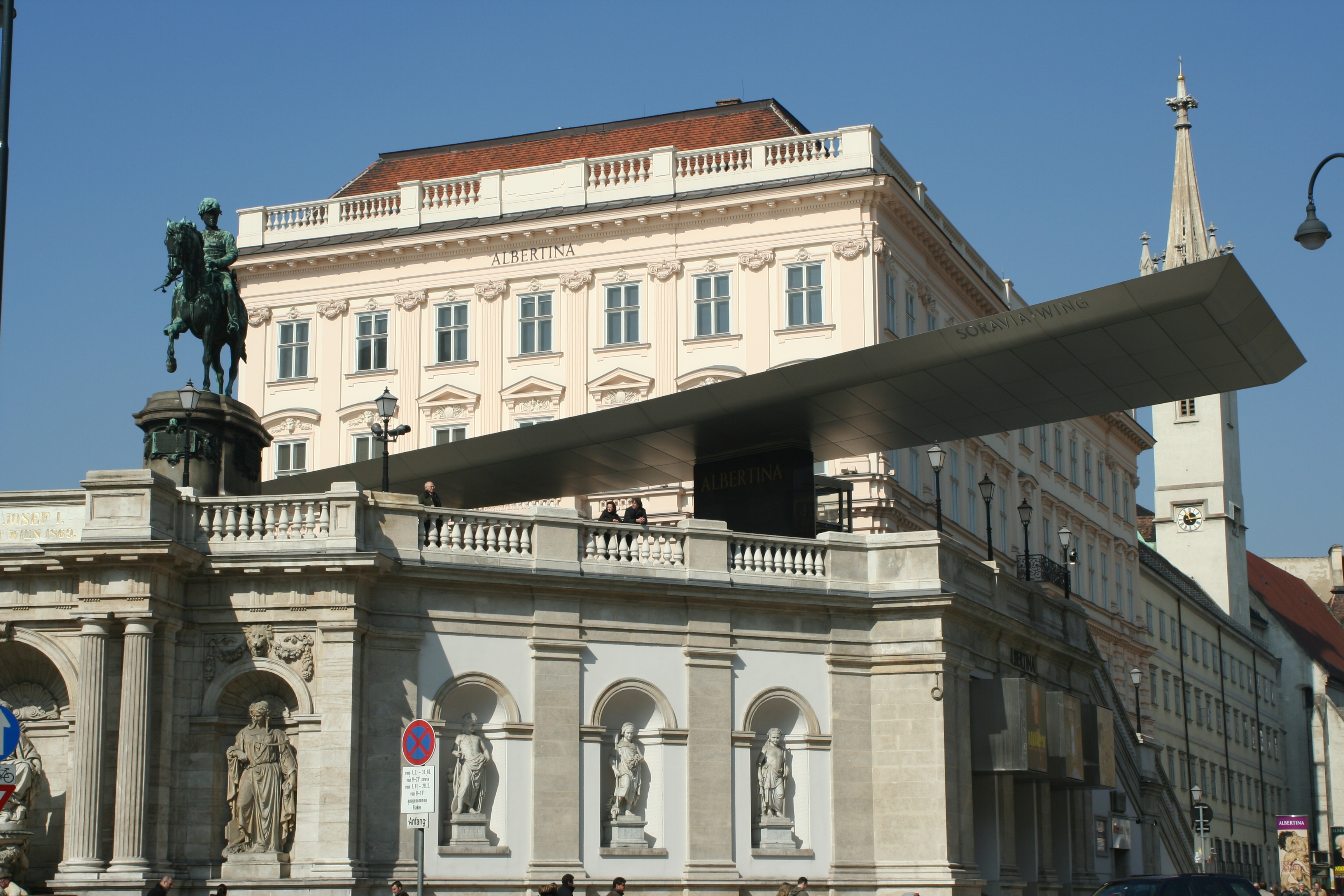
L'Albertina a Viena, amb l'original voladís de la recent remodelació.

L'Albertina és un museu del centre de Viena, Àustria. Alberga una col·lecció gràfica del món amb aproximadament 65.000 dibuixos i prop d'un milió de gravats, tant antics com a moderns. Sobresurten els seus fons d'Albrecht Dürer, dels quals una selecció es va exposar en el Museu del Prado en 2005.

## Història
L'Albertina es va construir en una de les últimes seccions que quedaven en peus de les muralles de Viena, el Bastió d'Augusto. Originalment estava situat en aquest lloc el Hofbauamt (Ministeri de Construcció), que havia estat construït en la segona meitat del segle xvii. En 1745 l'edifici va ser remodelat pel director del Ministeri, Emanuel Teles Count Silva-Tarouca, perquè fos el seu palau. L'immoble va ser també conegut com a «Palais Taroucca».
L'edifici va ser més tard ocupat per Albert de Saxònia-Teschen, que ho va utilitzar com a residència i més tard va fer portar la seva col·lecció des de Brussel·les, on havia exercit com a governador dels Països Baixos dels Habsburg. L'edifici va ser ampliat amb aquest propòsit per Louis Montoyer. La col·lecció va ser enriquida pels descendents d'Albert.
La col·lecció de pintures va ser començada pel Duc Albert i el comte Giacomo Durazzo (ambaixador austríac a Venècia). En 1776 el comte va regalar 30.000 obres d'art al duc Albert i la seva dona Marie-Christine. Graf Giacomo Durazzo -germano de Marcello- va dir que «volia crear una col·lecció per a la posteritat que servís a propòsits més alts que la resta: l'educació i el poder de la moral ha de distingir a aquesta col·lecció».
En la dècada de 1820 l'Arxiduc Carles d'Àustria va emprendre algunes modificacions de l'edifici que van afectar principalment a la decoració interior.
A principis de 1919 l'edifici i la col·lecció van passar dels Habsburg a la propietat de la República d'Àustria. En 1920 la col·lecció de gravats es va unificar amb la col·lecció de l'antiga biblioteca oficial de la cort (Hofbibliothek). Se li va imposar el nom d'«Albertina» en 1921. Al març de 1945 l'Albertina va ser greument danyada pels bombardejos. Va ser totalment remodelada en 1998 i està actualment oberta.

## Magatzems robotitzats
Els magatzems d'aquest museu compten amb sistemes de climatització i de seguretat. Les delicades obres sobre paper es guarden ordenades en quilòmetres de prestatgeries a les quals no accedeixen els visitants. Mitjançant un sistema informàtic, un braç o robot localitza i porta la caixa que conté l'obra sol·licitada. Aquest sistema permet aprofitar al màxim l'espai, en reduir al mínim els passadissos; però al juny de 2009, una fugida d'aigua va cobrir el sòl en diversos centímetres i va col·lapsar el sistema informàtic, obligant a un precipitat desallotjament de milers d'obres que afortunadament es va solucionar sense danys.

## Galeria d'obres

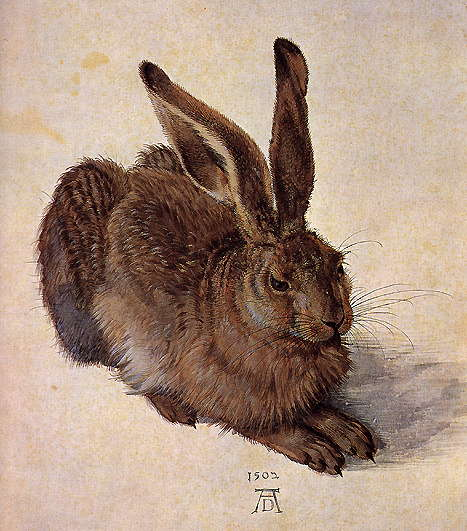
Dürer, Llebre (aquarel·la)
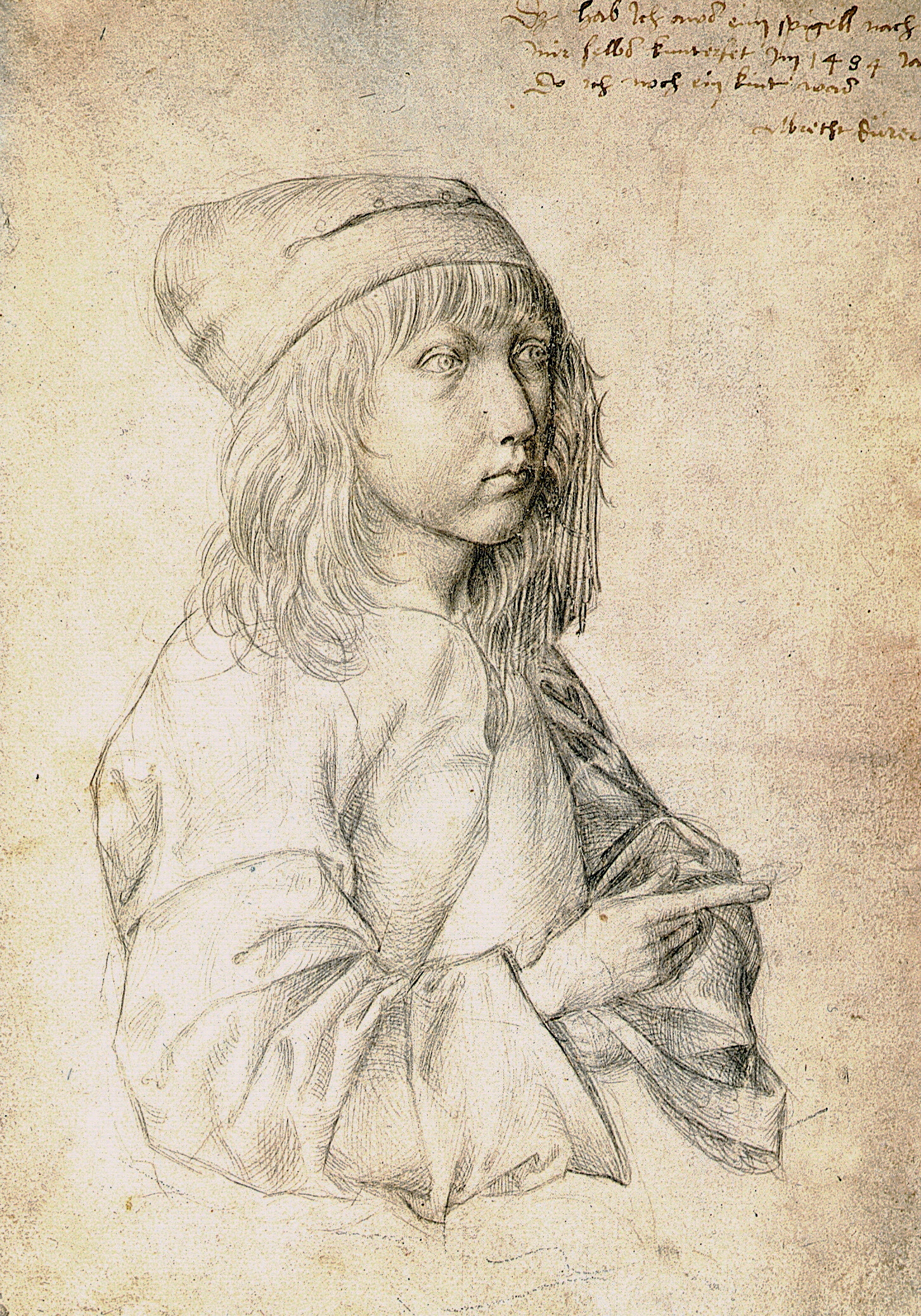
Dürer, Autoretrat als tretze anys (dibuix)
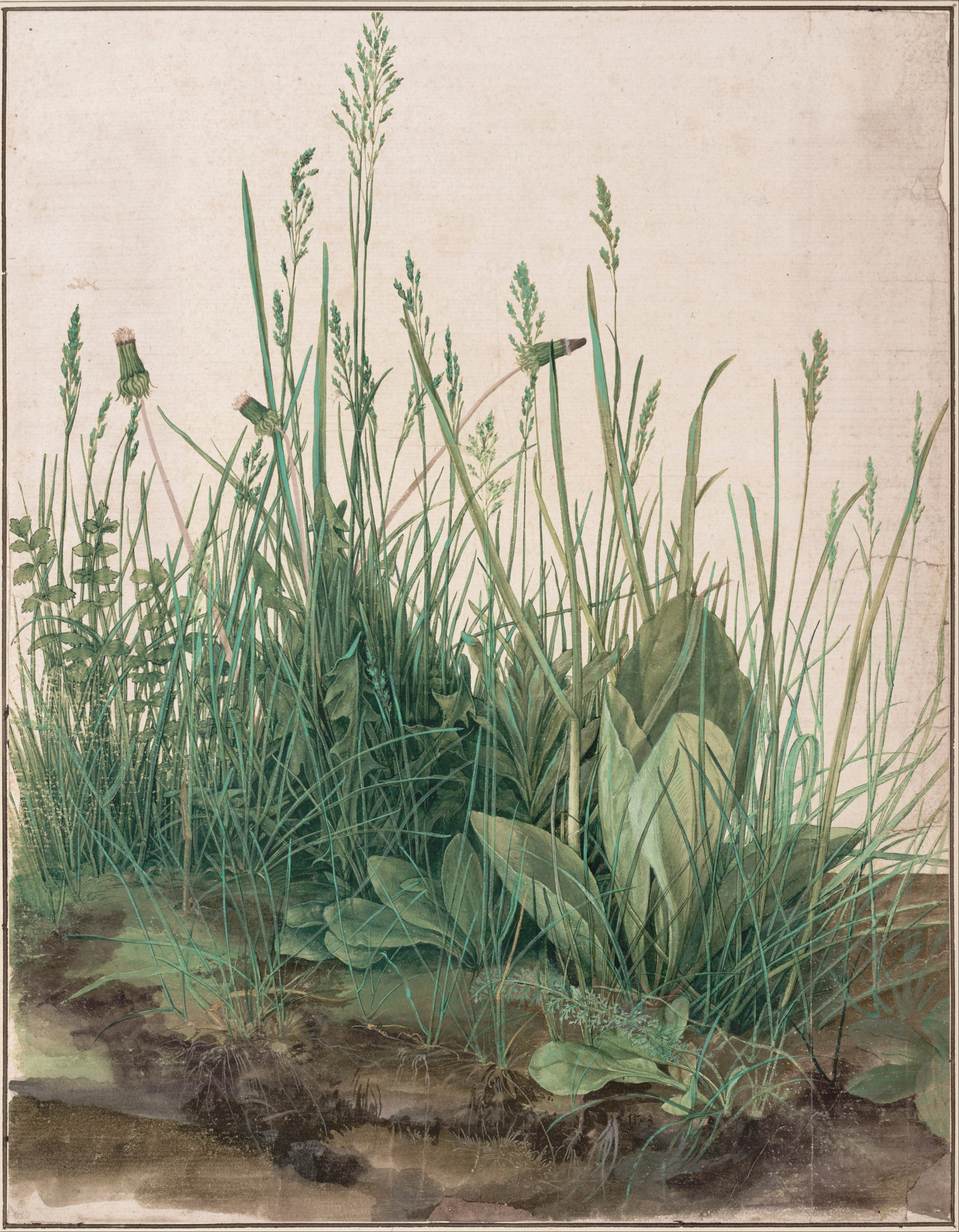
Dürer, Herbes (aquarel·la)
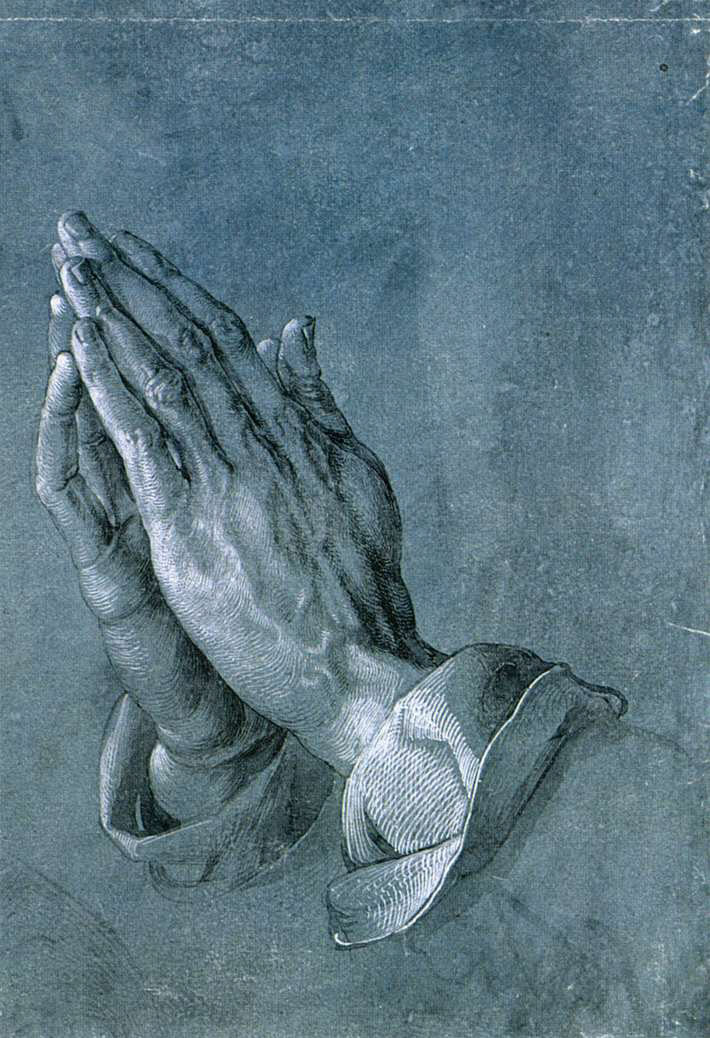
Dürer, Mans en oració (dibuix)
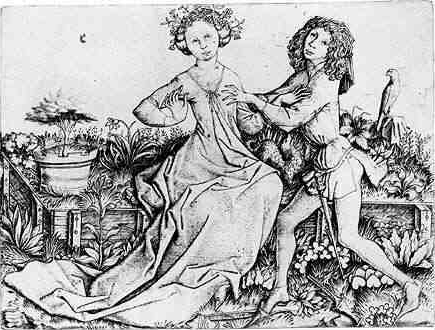
Autor anònim del segle xv (Maestro I.S.), Parella en un jardí
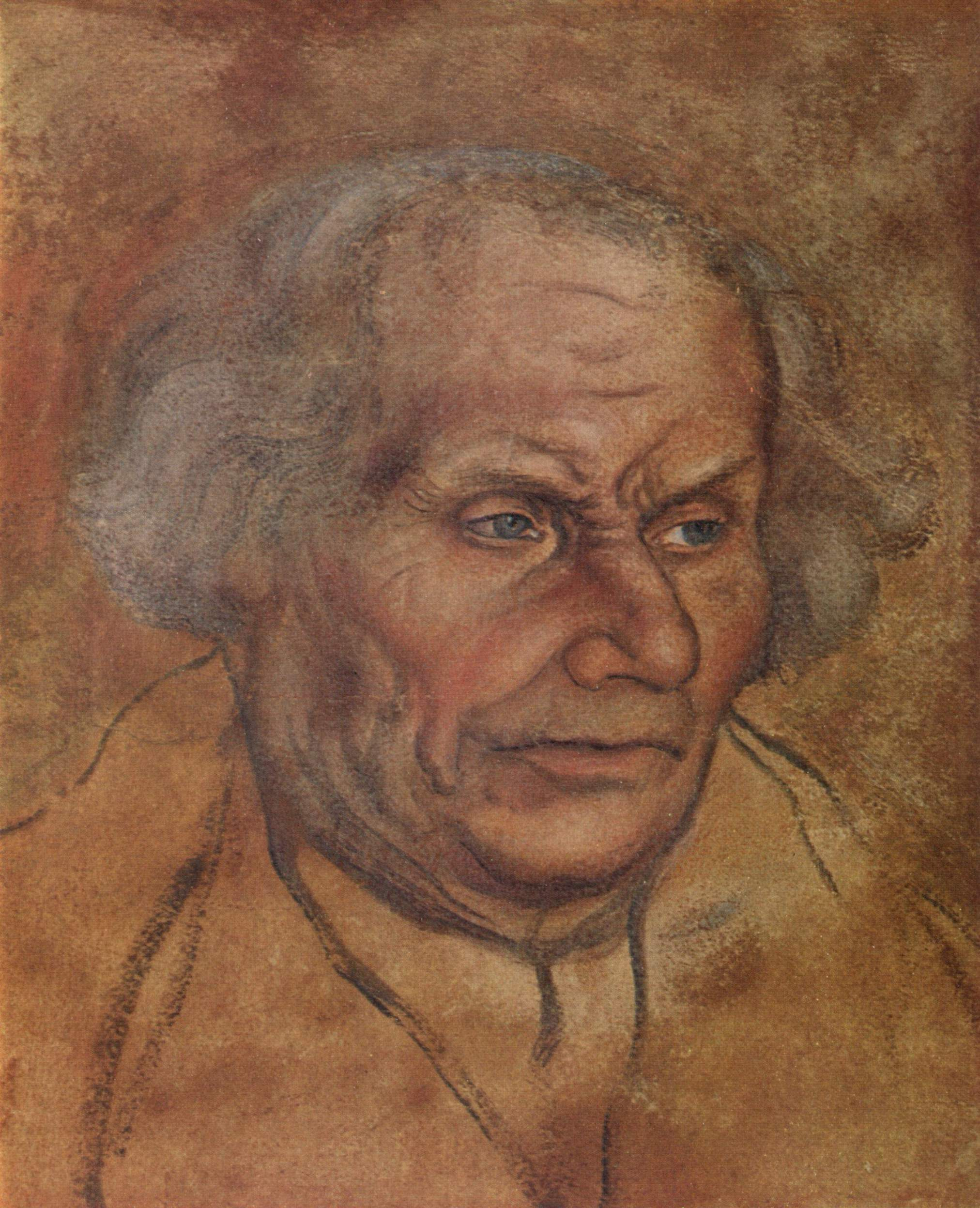
Lucas Cranach el Vell, Retrat del pare de Martí Luter (dibuix a colors)
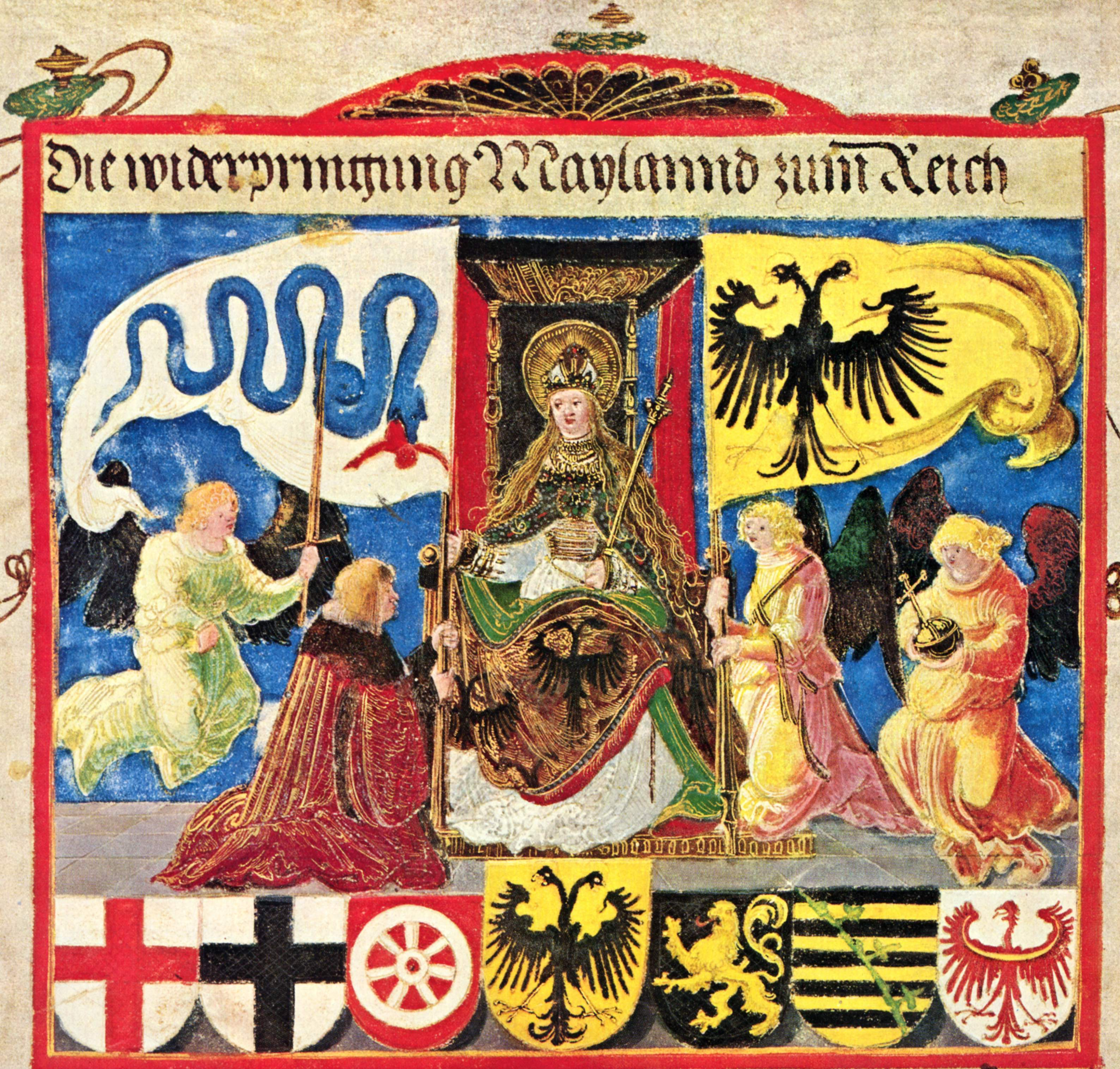
Albrecht Altdorfer, làmina dels Triomfs de Maximilià I
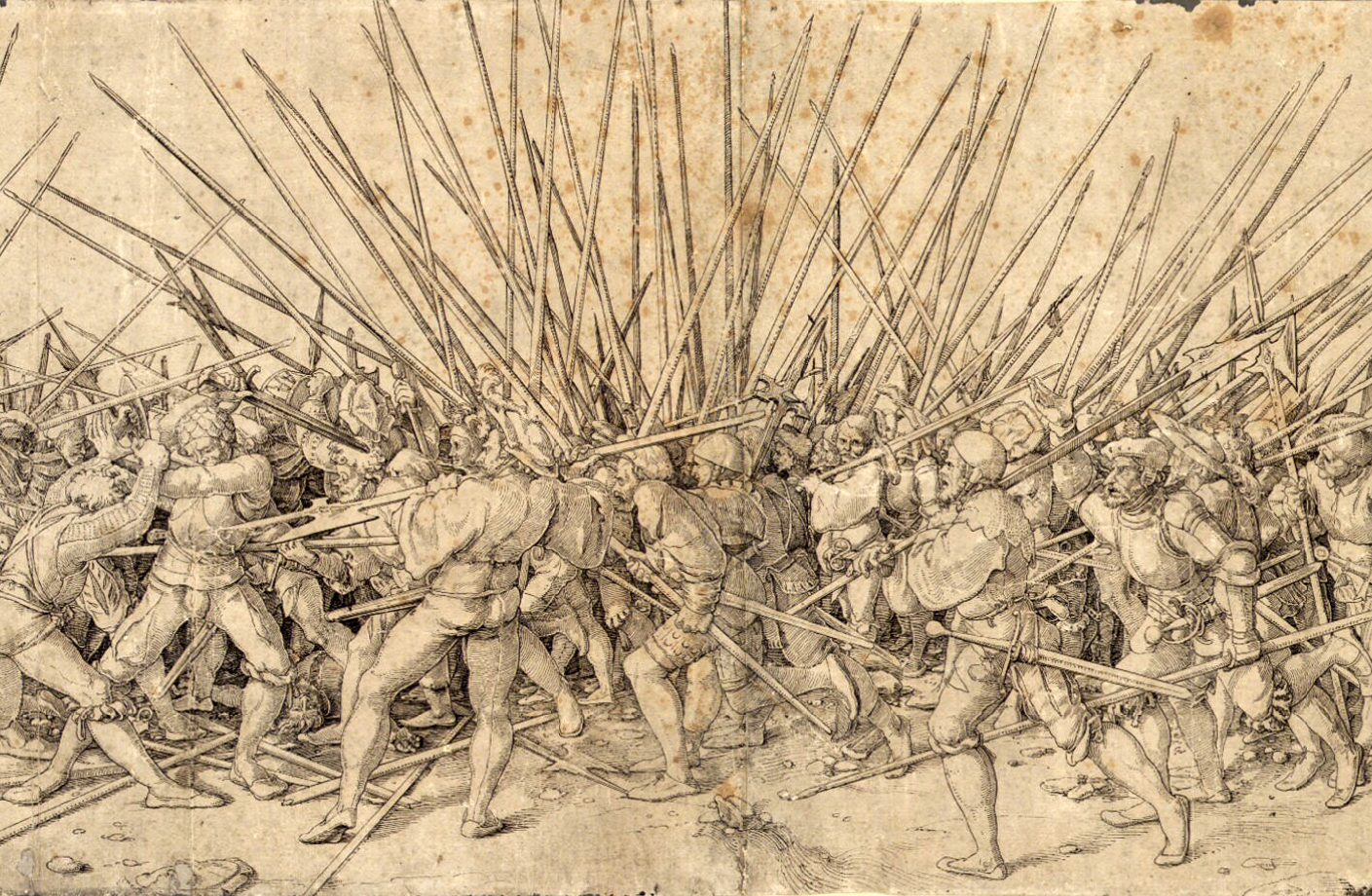
Hans Holbein el Jove, Batalla (gravat)
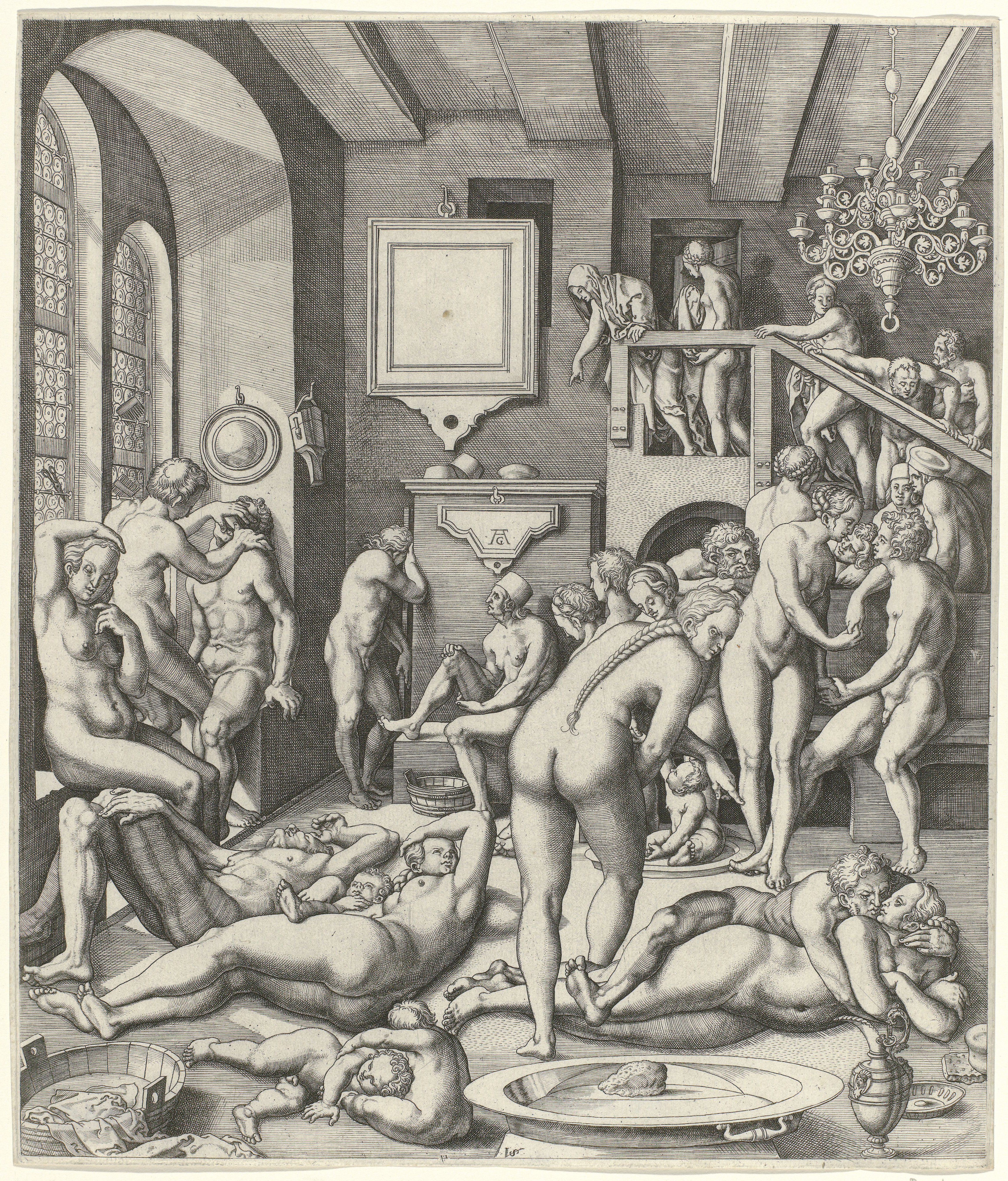
Virgil Solis, Casa de banys (gravat)
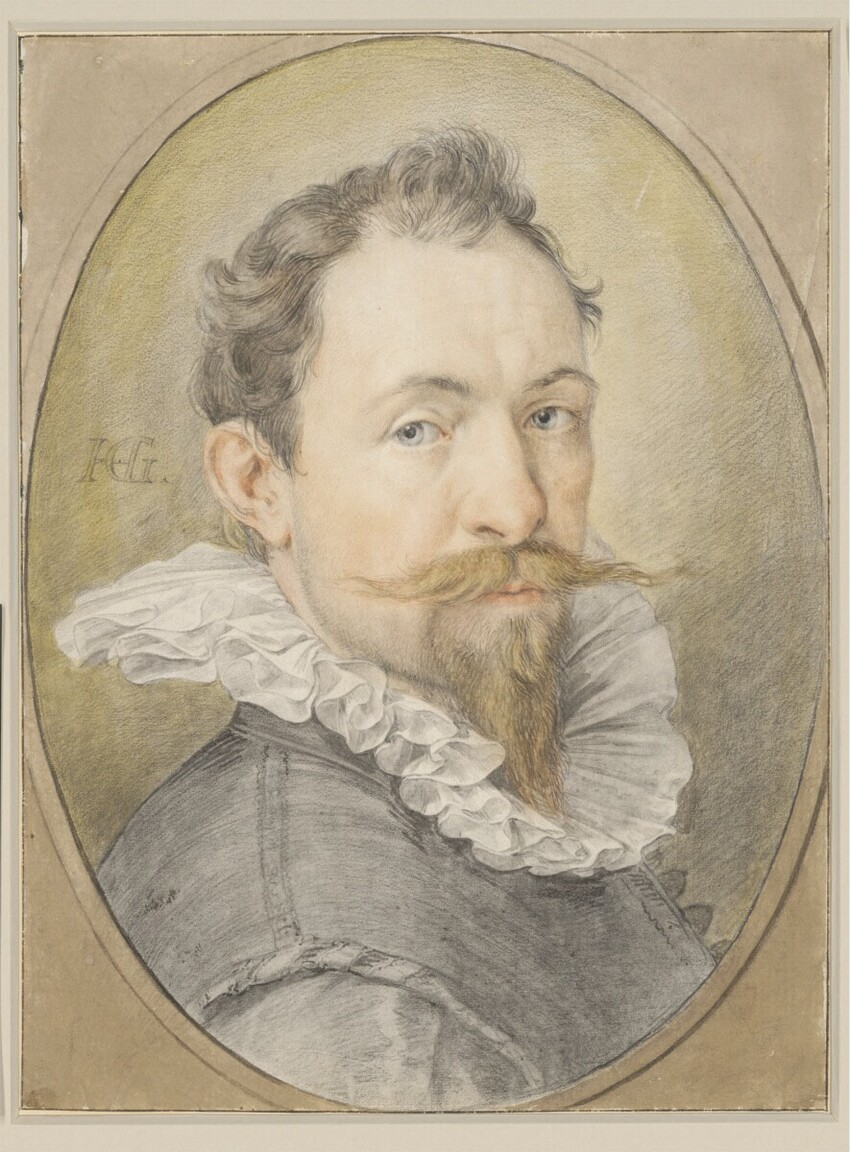
Hendrick Goltzius, Autoretrat (dibuix a colors)
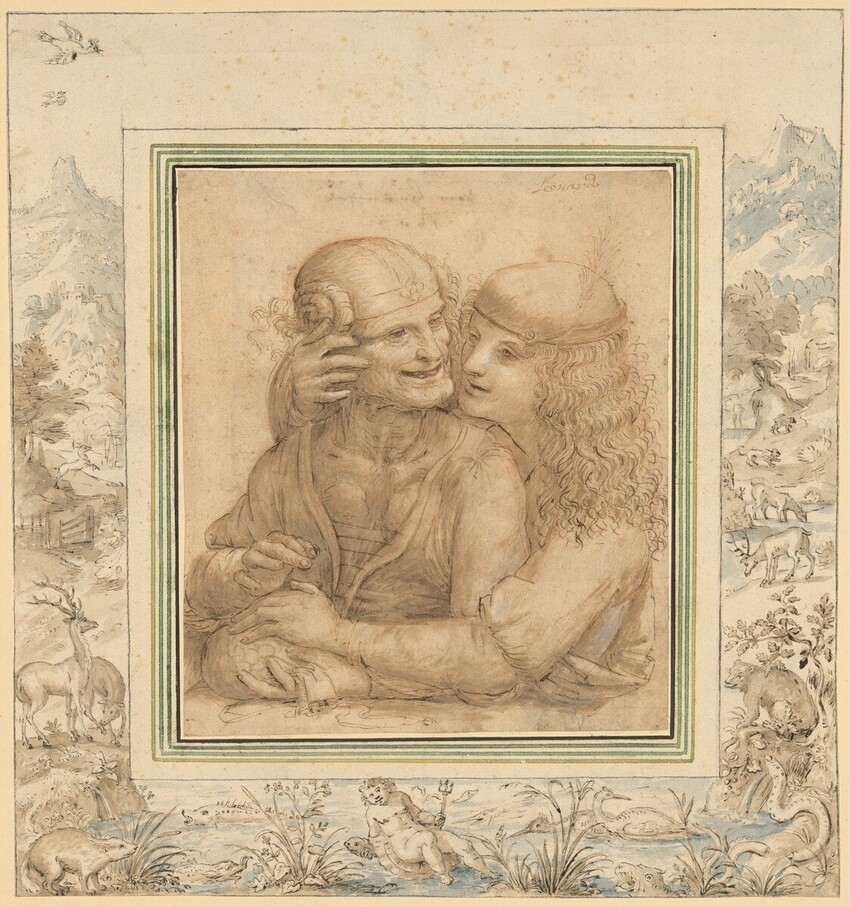
Jacob Hoefnagel, Paisatge amb animals (dibuix emmarcant un disseny central, Pareja desigual per interès, realitzat per un altre autor a l'estil de Leonardo da Vinci)
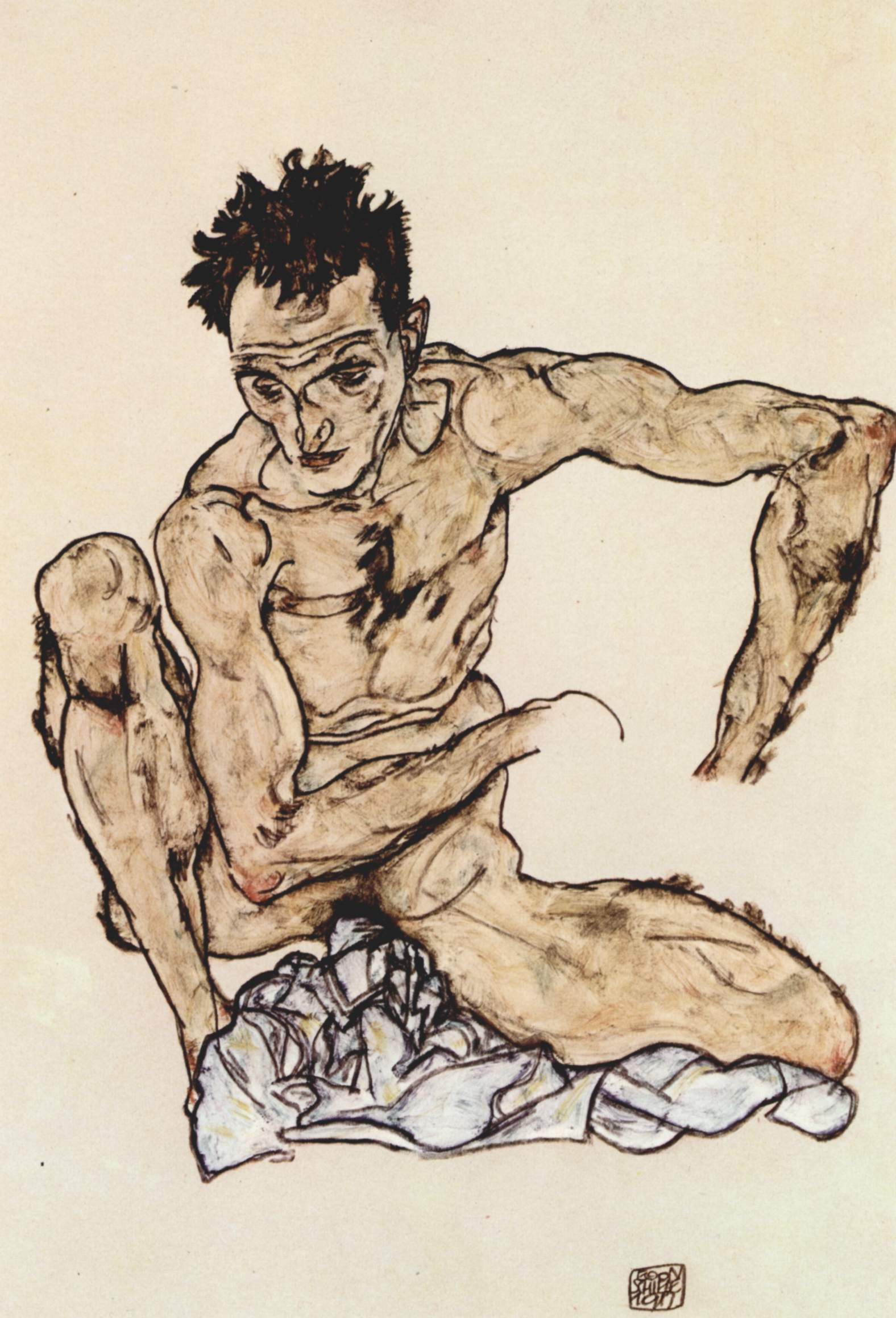
Egon Schiele, Nu masculí
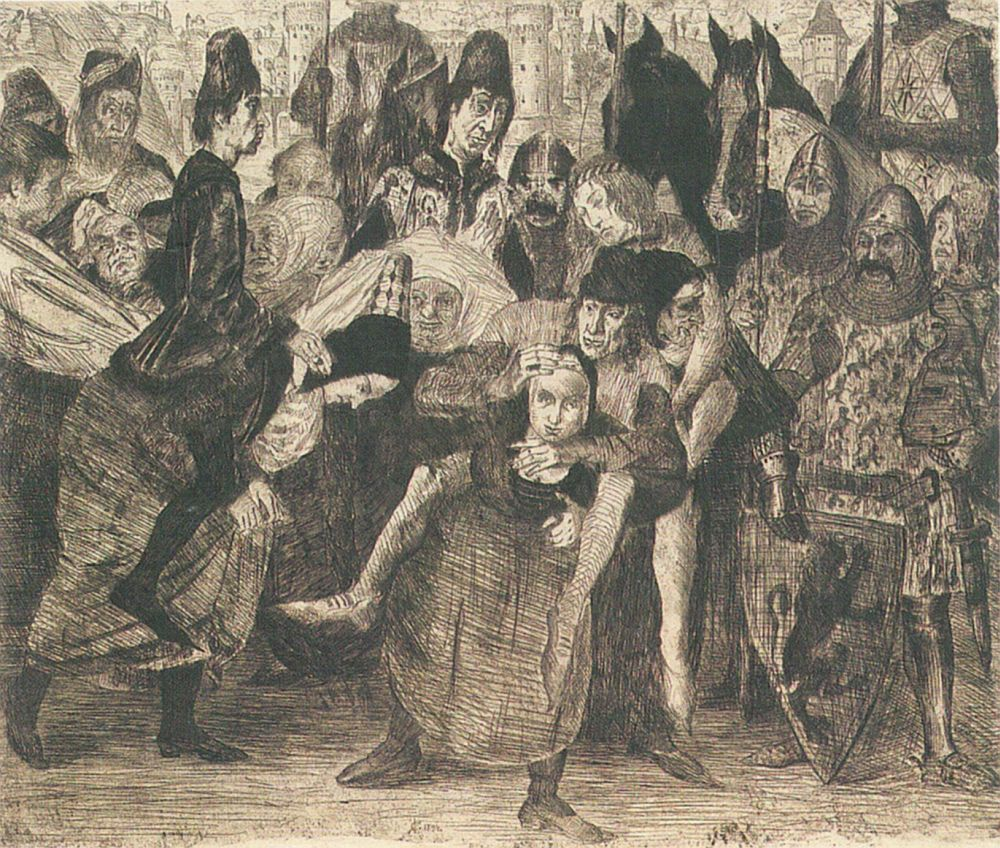
Lovis Corinth, Les dones de Weinsberg (gravat a l'aiguafort)